# 名鉄百貨店
株式会社名鉄百貨店（めいてつひゃっかてん、英称：MEITETSU Department Store Co., Ltd.）は、日本の百貨店を運営する名鉄グループの企業。1952年（昭和27年）12月17日に会社設立、1954年（昭和29年）12月に本店を開業した。

## 歴史

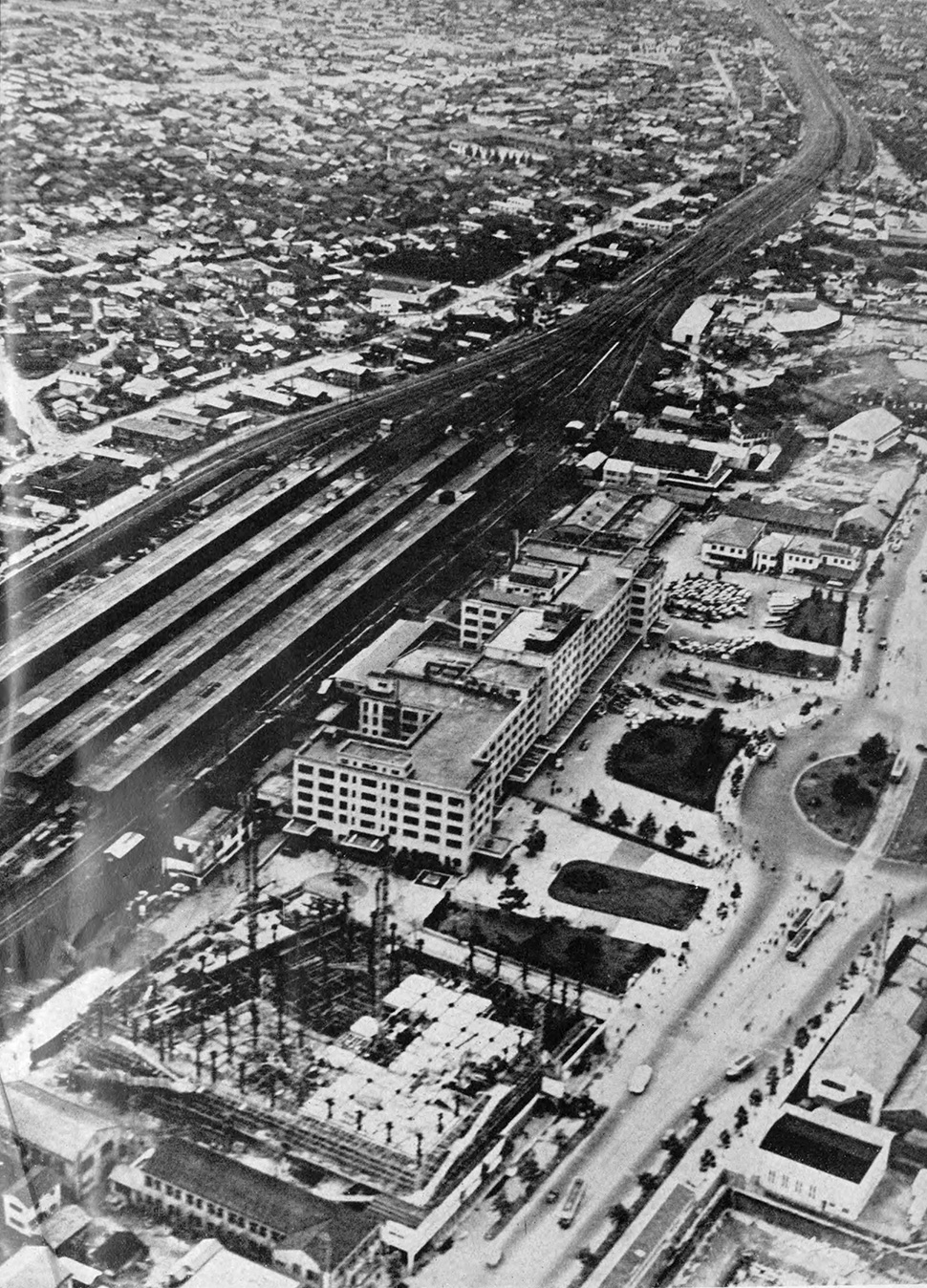
名古屋駅と増築中の名古屋本店（1955年）

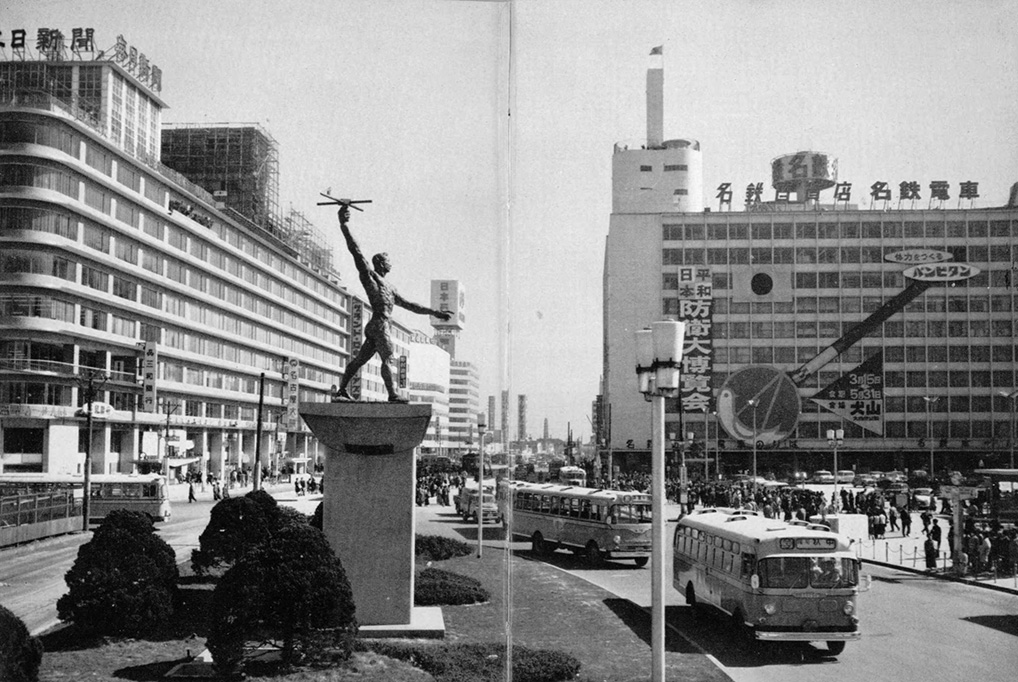
駅前ロータリーと名古屋本店（1959年）

### 前史
1936年8月に現在のJR(当時の国鉄)名古屋駅を建設した際に駅と駅前広場を作った残り約3万坪の土地が余剰となったため、1937年2月に阪急グループ（大阪）の小林一三よりターミナルデパートの経営戦略の指導を受けて同年3月には建築申請を愛知県知事に行い、翌年1938年1月 - 百貨店法に基く百貨店の出店申請を名古屋鉄道（名鉄）が行ったが実現せず、百貨店の開業は太平洋戦争後に持ち越されることとなった。

### 開業
戦後に名鉄が駅ビルに百貨店を開業するにあたっては、名古屋・栄の老舗百貨店松坂屋と話合いを持ち出店する方向で進んでいたが、店舗の賃貸料をめぐる交渉が失敗し、松坂屋の出店は暗礁に乗り上げた。松坂屋に従うべきという声や百貨店建設を断念すべきとの反論もあったものの、戦前に指導を受けた小林一三が創業した電鉄系百貨店の先駆者である阪急百貨店の野田孝常務が土川元夫の要請を快諾。小林一三の来名、名古屋鉄道に在籍していた名鉄百貨店幹部候補者の阪急百貨店本店での6か月間の実習などのバックアップを受けて創業した。その関連から名鉄東宝（閉館）や名鉄ホール等の阪急電鉄文化の名残が残る。一方、出店を断念した松坂屋も1954年9月から10月、10月から11月のそれぞれ1か月間、女子従業員の教育実習を受け入れた。完全な松坂屋側の好意によるものであるという。

### 経営再建
2000年以降、ジェイアール名古屋タカシマヤ（JRセントラルタワーズ）との競争激化に伴う経営悪化への対応として、名古屋鉄道による完全子会社化と、伊勢丹（東京）による支援・業務提携を受けた。それに伴い、提携クレジットカードについても、セントラルファイナンス（現・セディナ）やクレディセゾンとの提携カードから、伊勢丹アイカード（現・エムアイカード）との提携による、「名鉄百貨店アイカード」に変更され、店内にATMが設置された。しかしその後、三越伊勢丹ホールディングス発足と大名古屋ビルヂング内への伊勢丹出店に伴い、伊勢丹との業務提携を縮小したため、取り扱いは終了となりアイカードATMも撤去された。その後は親会社である名古屋鉄道と三菱UFJニコスとの提携カード「MEITETSU μ's Card（名鉄ミューズカード）」の会員に対し、名鉄百貨店でも優待やミュースターポイント加算を実施している。
2009年頃までCBCラジオの朝ワイドで、「ターミナルサロン」というタイトルで本百貨店の買い物情報コーナー枠を、名古屋鉄道との共同提供で設けていた。コーナー冒頭では2000年頃までパノラマカーのミュージックホーンが流れていた。コーナーBGMはパーシー・フェイス・オーケストラ「IN LOVE（恋をして）」。
なお、1962年に名鉄と資本提携を行って名鉄グループ入りし、関連会社となった旧金沢名鉄丸越百貨店が石川県金沢市に百貨店の「めいてつ・エムザ」を運営していたが、2021年3月31日に金沢名鉄丸越百貨店の全株式が名鉄からヒーローへ譲渡されて名鉄グループから離脱したことで関連会社ではなくなり、翌4月1日に社名が金沢丸越百貨店、店舗名が「金沢エムザ」にそれぞれ改称された。

### 沿革
- 1937年（昭和12年）2月 - 阪急の小林一三よりターミナルデパートの経営戦略の指導を受ける[2]
  - 3月 - 名古屋鉄道が百貨店の建築申請を愛知県に提出[2]
- 1938年（昭和13年）1月 - 百貨店法に基く百貨店の出店申請を名古屋鉄道が行う[2]
- 1952年（昭和27年）12月 - 名鉄ビルディング株式会社として設立。
- 1954年（昭和29年）
  - 4月 - 株式会社名鉄百貨店に商号変更。当初の社章は、名古屋市出身の画家・杉本健吉による、「名」の字を図案化したものであった。
  - 12月1日 - 名古屋本店開店。地上3階、地下1階の体制でスタート。
- 1957年（昭和32年）
  - 7月 - 全館落成。
  - 8月 - 名鉄ホール杮落とし。
- 1967年（昭和42年）6月 - メルサ（現:本店メンズ館）オープン。
- 1970年（昭和45年）7月 - 名古屋証券取引所第一部に上場。
- 1971年（昭和46年）6月 - 名鉄百貨店にとって初の東京進出となる「メイテツハニー」（運営は名鉄百貨店の子会社である東京名鉄百貨店）を東京都世田谷区太子堂に開店[7] 。閉店後、この建物は世田谷区役所三軒茶屋分庁舎として使用されている。
- 1972年（昭和47年）4月 - セブン館（旧ヤング館）オープン。
- 1973年（昭和48年）4月 - ナナちゃん人形が設置された。
- 1994年（平成6年）3月 - セブン館がリニューアルオープン。
- 1995年（平成7年）
  - 7月 - ロフトのフランチャイズ運営を目的に株式会社名鉄生活創研を設立。
  - 9月 - 本館リニューアルオープン。
- 1996年（平成8年）
  - 5月 - ハウスカードの「めいてつファミリーカード」発行。
  - 11月 - ロフト名古屋開店。
- 1997年（平成9年）
  - 3月 - 本館ニューボーンパートI完成。
  - 9月 - 本館ニューボーンパートII完成。
- 1998年（平成10年）
  - 3月 - 本館ニューボーンパートIII完成。
  - 9月 - 本館ニューボーンパートグランドオープン。
- 1999年（平成11年）1月 - セントラルファイナンス（現・セディナ）や、クレディセゾンとの提携カード「Meiカード」発行。
- 2000年（平成12年）
  - 10月 - ロフト岐阜店開店。
  - 11月 名鉄百貨店一宮店開店(旧名鉄丸栄百貨店→一宮名鉄百貨店を移転開業)。
- 2003年（平成15年）10月 - 株式会社メルサとの統合および本館・メルサ駅前店（現:メンズ館）・セブン館（旧ヤング館）の3館統合計画を発表。
- 2004年（平成16年）2月 - 名古屋鉄道による完全子会社化で上場廃止。
- 2005年（平成17年）
  - 2月 - 伊勢丹との業務提携を行う。
  - 9月 - メルサ駅前店（現:メンズ館）を名鉄百貨店メルサ館として統合し、3館統合のためリモデル計画を実施。
  - 11月 - 3館統合計画の第一弾として、メルサ館（現:メンズ館）地下１階にフレッシュステーションがオープン。本館地下1階スイーツステーションの完成でフードターミナルがグランドオープン。
- 2006年（平成18年）
  - 9月 - セブン館をヤング館に改称。
  - 10月 - 新カード「名鉄百貨店アイカード」発行。メルサ館をメンズ館に改称。
- 2007年（平成19年）3月 - 本館および本店メンズ館・本店ヤング館の統合リニューアルオープン。
- 2009年（平成21年）4月 - VISAと提携した、「新・名鉄百貨店アイカード」発行。ETCカードも発行。
- 2011年（平成23年）
  - 3月 - ヤング館が閉館。
  - 4月 - 本館4階に新たな若者向け婦人服売り場「メゾン・ドゥ・ナナ」がオープン。
  - 11月 - ヤング館跡に「ヤマダ電機LABI名古屋」がオープン。
- 2012年（平成24年）11月28日 - 本店と一宮店の全館でmanacaが使用可能になった（地下の一部店舗では既に使用可能）。
- 2014年（平成26年）4月1日 - 創業60周年を記念し、1年間限定で創業当時のロゴ（前述の杉本健吉・作）と紙袋を復刻しプロモーションを行う。
- 2014年（平成26年）12月30日 - 同日午前に本館の屋上で火災が発生。百貨店の買い物客、従業員が一時避難。屋上施設の一部を焼いたが、負傷者はいなかった。[8]
- 2017年（平成29年）3月29日 - 名鉄は名鉄名古屋駅周辺の一体開発についての概要を発表し、名鉄百貨店・名古屋近鉄ビル・大手町建物名古屋駅前ビル（ビル内にヤマダデンキLABI名古屋店）・日本生命笹島ビルも建物を一体化して改築予定。着工の2022年度までは既存の本店の営業する予定[9][10]。
- 2021年（令和3年）9月3日 - 大規模リニューアル。 高級スーパー「紀ノ国屋」がオープン。また、再開発の延期により、2022年閉店を撤回[11]。
- 2026年（令和8年）2月28日 - 名鉄百貨店本店を閉店（予定）[12][13]。

## 本店

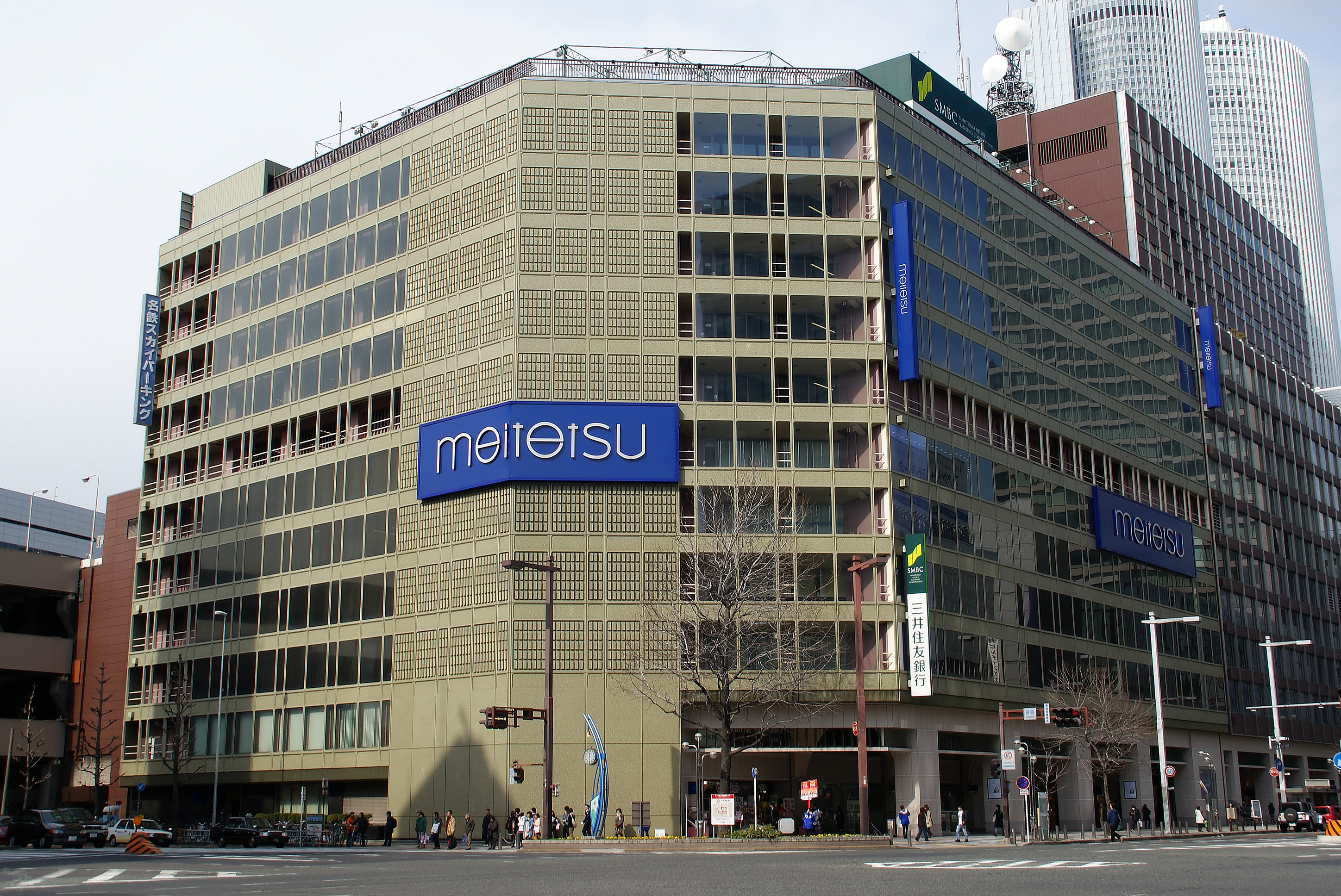
名鉄百貨店本店　旧ヤング館
（大手町建物名古屋駅前ビル）

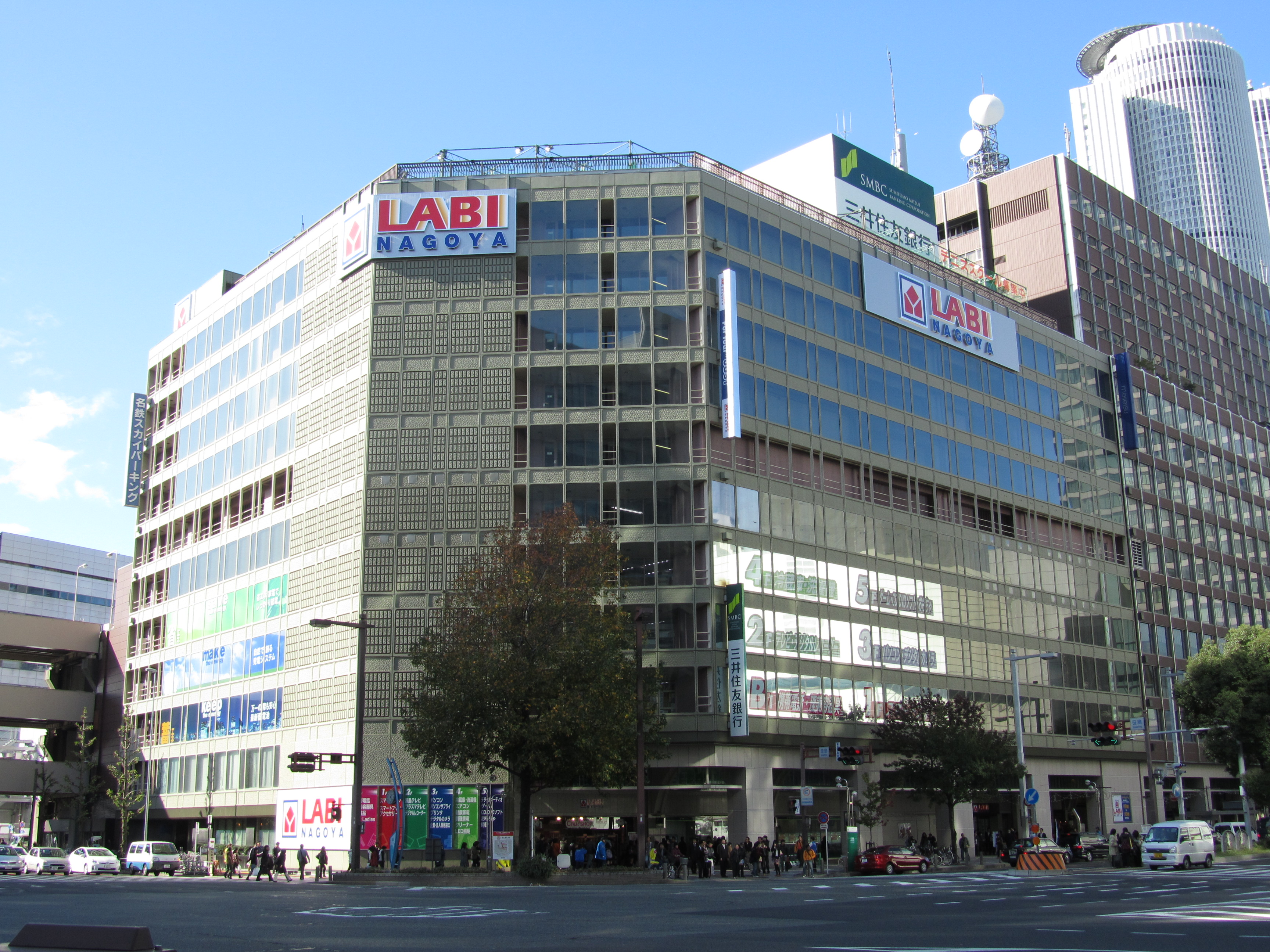
ヤマダ電機　LABI名古屋開店後
（大手町建物名古屋駅前ビル）

本館、メンズ館（名鉄バスターミナルビル）、ヤング館と3館体制を敷いていたが、2011年（平成23年）3月31日のヤング館閉館に伴い4月からは2館体制になった。また名鉄バスターミナルビル内には名鉄グランドホテル、名鉄バスセンターなどの施設が存在する。2006年度（平成18年度）に大規模な3館一体化リニューアルをしているが、同時に本館以外の名称も変更となった。また、2005年（平成17年）には地下食料品売り場の改装にあわせて、これまで駅施設と商業施設が混在していたのを分離・集約した。リニューアル前には目立つシンボルマークがあったが、リニューアルと同時に青地に小文字風の「meitetsu」の看板に変更となった。3館計64,548㎡→2館計53,108㎡

### 名鉄百貨店本館ビル
地上10階地下2階建て。開店当初は3階建てのため、3階までと4階以上ではフロア形状が異なるという名残がある。10階に劇場「名鉄ホール」。地下部に名鉄名古屋駅。1階北側コンコースには宝くじ売り場（通称名鉄チャンスセンター）もある。名鉄バスターミナルビルの西側4階北半分は名鉄百貨店本館4階扱いとなっており、建物と店舗の範囲は一致しない。38,085㎡
再開発計画着工の2022年度までは既存店舗で営業を続ける。

### 名鉄バスターミナルビル
地上18階地下1階建て。2 - 5階は東西で高さが異なっており、西側には5階と7階以上がない。名鉄百貨店メンズ館は1 - 2階の全面と3 - 6階の東側にあり、西側3階と西側4階南半分は日本初の本格的な立体型バスターミナル名鉄バスセンター。西側4階の北半分は名鉄百貨店本館扱い（先述）。西側6階（屋上）は名鉄スカイパーキング。東側7 - 10階はオフィス棟。東側11 - 18階は名鉄グランドホテルとなっている。東側6階には映画館の名鉄東宝があったが、2006年（平成18年）2月24日に閉館した。
元々は「MELSA」（名鉄エレガンスレディースショッピングアベニュー）という名称のファッションテナントビルで、開業は1967年（昭和42年）とパルコより古い歴史を持つ。開業以来関連会社の株式会社メルサが運営していたが、のちに名鉄百貨店に移管され「メルサ館」と改称。メンズ専門館としてリニューアルされた2006年（平成18年）10月25日に再度名前が「メンズ館」に変更された。尚、現在のメルサの本店機能は名古屋栄に移管している（名称が「栄メルサ」から「メルサ栄本店」に変更された）。
また、地下1階において2002年（平成14年）4月1日から閉鎖されていたメルサ改札口は2005年（平成17年）9月27日に地下食料品売り場のリニューアルと同時に新南改札口として再開された。これは百貨店から直接豊橋方面のホームへ行ける入場専用改札口となっている。15,023㎡

### 大手町建物名古屋駅前ビル
地上11階地下1階建て。多くのフロアがメンズ館と直結しており、7階 - 11階は名鉄スカイパーキング。屋上はテニスラウンジがある。11,440㎡。
不動産を所有しているのは、三井住友銀行の関連会社、大手町建物。これは1階に同行（旧住友銀行）の名古屋駅前支店が入居していた事によるもので、支店自体は、2021年（令和3年）9月6日に近隣の名古屋三井ビルディング北館に移転している。
1972年（昭和47年）に名鉄百貨店のヤング（若者）向け別館「MEITETSU SEVEN」として開業。地下1階から地上6階の「7」フロアの店舗であったこと、生活サイクルが1週間（7日間）を基準にしていること、「ラッキーセブン」に掛けたことなど、ヤング層の感性にマッチしていることから命名された。2006年（平成18年）9月6日の館内リニューアルと同時に「セブン館」から改称した。
セブン館時代に東海ラジオが館内にサテライトスタジオを設置していた（当時館内で店を経営していた宮地佑紀生が初めてラジオのマイクでしゃべった場所でもあった）。
2010年（平成22年）11月9日、家電量販店最大手のヤマダ電機との間でヤング館跡地に出店合意した。ヤング館は2011年（平成23年）3月31日に閉鎖し、同年11月25日に「LABI名古屋」として開業。これにより、本館とメンズ館の2館体制になり、ヤング館の婦人服売り場は本館の3、4階に集約する。尚、LABI名古屋は地上5階地下1階のフロア構成になり、6階のうち名鉄スカイパーキングの出入口以外の部分は倉庫として使用される。
ヤング館以外の施設はLABI名古屋にリニューアル以降も営業中。

### ナナちゃん人形

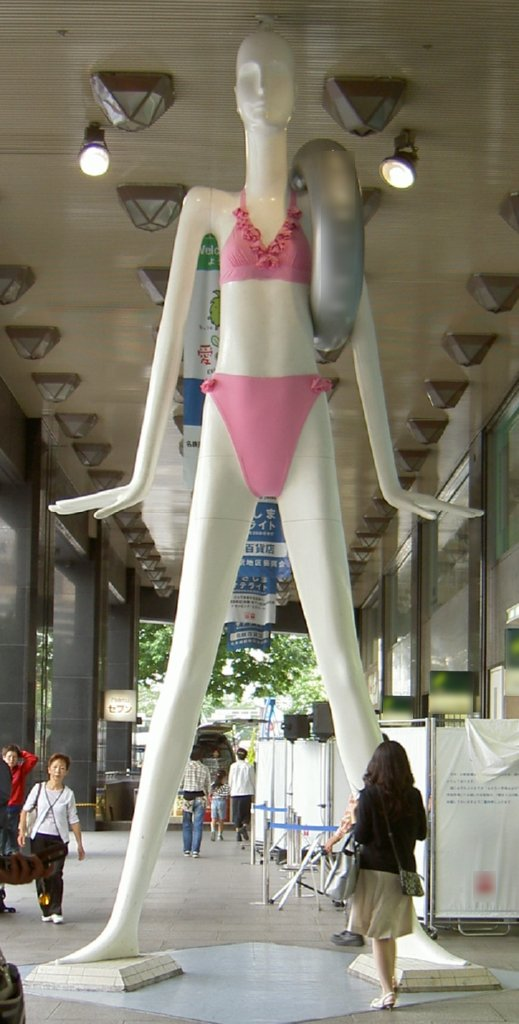
名鉄ヤング館のナナちゃん人形

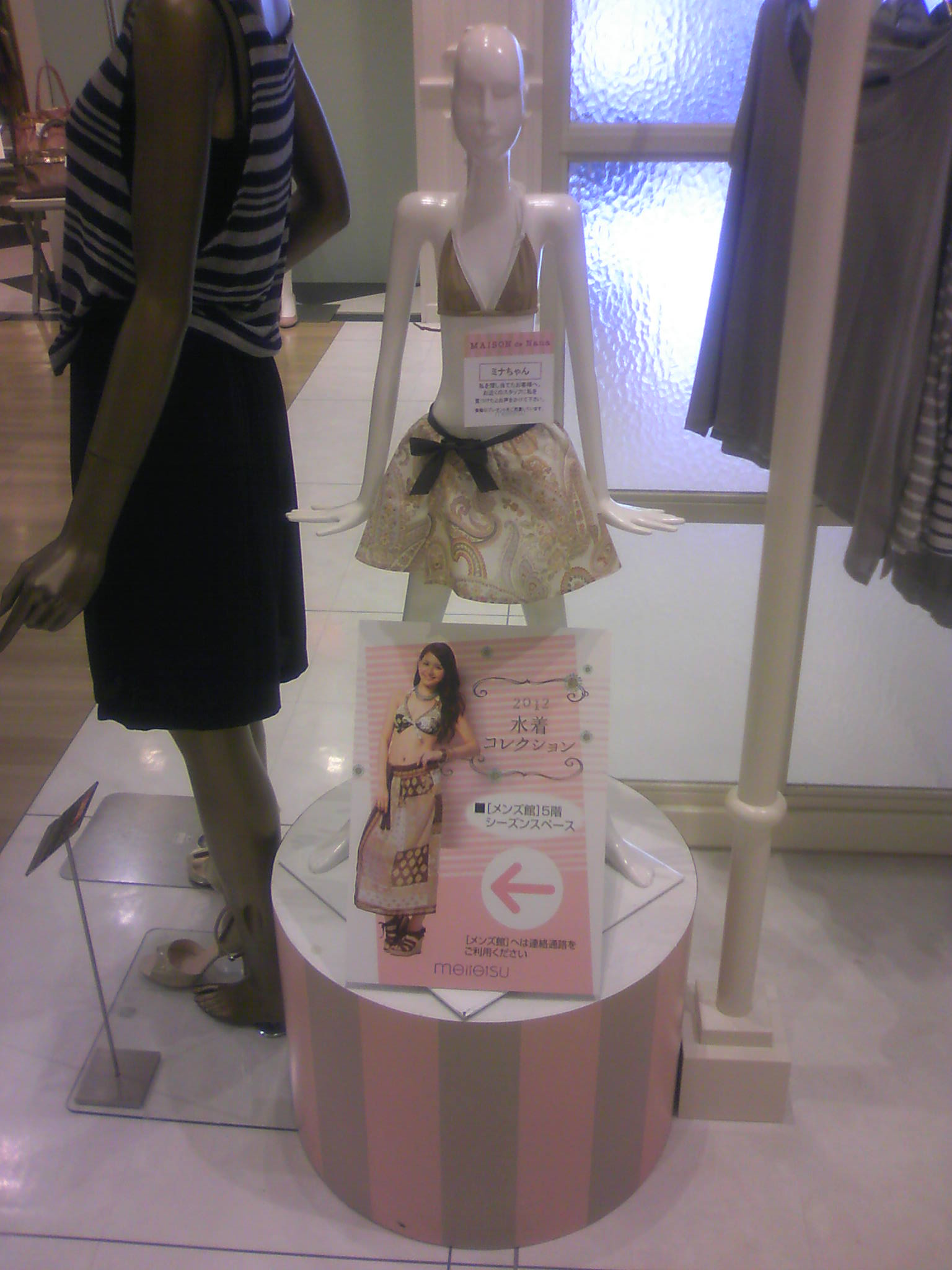
名鉄百貨店本館「メゾン・ドゥ・ナナ」の小型ナナちゃん人形「ミナちゃん」

ヤング館の前に立つ巨大マネキン"ナナちゃん人形"は名古屋駅の待ち合わせ場所として有名。1973年（昭和48年）、「セブン館」の1周年を記念して設置された。
プロフィールでは、昭和48年4月28日生まれ、身長610cm、体重600kg、スリーサイズはバスト207cm、ウエスト180cm、ヒップ215cmとなっている。素材はFRP硬質塩ビ樹脂。名前の由来は、ヤング館の旧称であるセブン館の「7」から。名鉄百貨店の広報部員である。設置元の名鉄百貨店も含め、当初はスイス生まれ（スイスシュレッピー社製「スカイスクレーパー」。後にイタリアの会社に統合される）としていたが、当時ナナちゃん人形を買い付けた人物の話により、実際はシュレッピー社とライセンス契約を結んでいた東京のマネキン会社ロア社（1994年経営破綻）の製品で、長野県上伊那郡高遠町（現：伊那市高遠町）の高遠製函（既に廃業）でシュレッピー社の巨大マネキンを型にして製造されたものであることが明らかになった。スイス製になった経緯は「マネキンが目立ったらいいなと思っただけで、製造元にはあまり関心がなかったから」という安直なものであったという。今後、名鉄百貨店の公式サイトでもスイスでデザインされた日本製に改めるとしている。
季節によって様々な服や水着に着替え、また各種のイベントに際してや、ユニフォーム姿で中日ドラゴンズや名古屋グランパスエイトの応援媒体などとしても活躍し、着替えた後の姿が地元マスコミで報道される事もある。イベントなどがない時は無着衣の場合もある。
衣装は名鉄百貨店のキャンペーンに関連したもの、あるいは公共の啓蒙活動など社会貢献につながるものに限っており、他からの着せ替え依頼についてはすべて断っていたが、2012年4月に「親しまれてきたキャラクター像を壊さないこと」を条件に一般企業広告の着せ替え（電通名鉄コミュニケーションズ扱い）を解禁した 。
2006年（平成18年）10月5日深夜、名鉄百貨店セブン館と名鉄バスターミナルビル前の歩行者通路の一体化工事と名鉄バスセンターと各館連絡通路工事のため、一時的にナナちゃん人形は撤去された。その間、ナナちゃん人形の居場所は秘密であったが、2007年（平成19年）2月16日に愛知芸術文化センターにお目見えし、3月11日まで展示された。そして、2007年（平成19年）3月18日の名鉄百貨店全館グランドオープン時に、以前の場所から北側に約3メートル、東側に約1.5メートル離れた場所、つまり若干JR名古屋駅に近づいた場所に再設置された。
2010年（平成22年）4月10日から、「なでしこナナブログ」を開始。手足となるチビナナがブログ更新に活躍している模様。
4月15日のブログでは「普段動きまわっているときの小さい私」を紹介しているため、「チビナナ」が分身なのか同一の存在なのかは不明である。
2010年（平成22年）9月10日 - 24日の間、「コカ・コーラ セントラル ジャパン」が行った東海地方限定「でら！ジョージア」プロジェクトの一環で衣装に設置されたスピーカーを通して全19種類のメッセージを37歳にして初めてしゃべった。
2011年（平成23年）6月1日から7日まで、愛知県の特定検診 啓発キャンペーンとして、キャンペーン中メタボリックシンドロームの体形、ウエスト180cmから285cmに変更。
2011年（平成23年）11月2日に本館「メゾン・ドゥ・ナナ」のマスコットキャラクターとして、6分の1サイズのナナちゃん人形がお披露目された。名前は一般公募で「ミナちゃん」と名付けられた（両者は姉妹の人形とされている）。
2021年（令和3年）11月9日から補修のため一時的に解体のうえ京都市で修理され、12月1日に再展示された（不在の間は上述の「ミナちゃん」の人形を展示）。

### 拡張化計画
2017年3月29日、名古屋鉄道は名鉄名古屋駅周辺の再開発計画を発表し、名古屋近鉄ビル・大手町建物名古屋駅前ビル（ビル内にヤマダ電機LABI名古屋店）・日本生命笹島ビルも建物を一旦取り壊して、一体化して改築する予定である。
2022年度に着工予定、リニア中央新幹線が開通予定である2027年度の完成予定で調整中。開発面積は2万8千平方メートルとなる。総事業費は発表時点では未定だが、2017年度の設備投資計画に再開発ビルの設計・デザイン費用として9億5000万円を計上する。新一体化ビルの高さは160-180メートル。商業施設・オフィス・ホテル・住宅機能を盛り込む。近鉄グループも名駅エリアにおけるホテル事業に意欲を示しているための再開発計画に乗った形となっている。名鉄の安藤隆司社長は「住民や名古屋を訪れた人が何を求めているかを把握し、おもしろみや温かみのある要素を取り入れた施設にしたい」と述べている。また、再開発後はJR高架を挟んだ太閤通で人の往来分断を避けるために道路の上空部分を意識したビル設計もする。加えて、近畿日本鉄道・三井不動産・日本生命もこの事業に関わるために既存の近鉄百貨店名古屋店との調整もあり、「再開発はまだ入り口にたった段階」とした上で百貨店事業の継続・ホテル事業の住み分けも含め、関係者との調整が今後の課題となる。なお、2021年現在は再開発が無期限延期となっている。

## 中日マスコット関連商品の展開
現在は中日ドラゴンズのマスコット人気にあやかった商品を販売している。アイテムは同社のネットオンラインショッピング「めいてつオンライン」で購入出来る。パッケージにドアラ直筆のセリフやクッキー本体にドアラ直筆の絵が描かれた「ドアラのクッキー」やドアラ・シャオロン・パオロンのそれぞれの名前より命名された「どあろん」（ドアラの「ドア」とシャオロン・パオロンの「ロン」をマカロンと引っ掛けたもの）などユニークな発想に富んだお菓子類もある。

## 過去に存在した店舗

### 一宮店
旧名鉄東一宮駅跡に丸栄との共同出資で開設された名鉄丸栄百貨店の後身一宮名鉄百貨店を、一宮駅ビルに移転し、2000年11月3日に開業した。
2023年（令和5年）4月、2024年1月末に閉店することが報じられ、2024年1月31日に閉店した。
| 階      | フロア構成                                                                      |
| ------- | ------------------------------------------------------------------------------- |
| 7階     | プラザ138（レストランズ138）                                                    |
| 6階     | イベント広場、プラザ138                                                         |
| 5階     | 紳士服、紳士用品、時計・宝飾、結納品、仏具、美容室、総合サービスカウンター      |
| 4階     | 家庭用品、ベビー・子供服、おもちゃ、ランジェリー                                |
| 3階     | 婦人服、大きなサイズ、小さなサイズ                                              |
| 2階     | 婦人服、化粧品、婦人靴、ハンドバック、婦人服飾、アクセサリー                    |
| 1階     | 婦人服、婦人雑貨、和洋菓子、ウィークリースポット 名鉄一宮駅、JR尾張一宮駅連絡口 |
| 地下1階 | 駅前広場138                                                                     |

### メイテツハニー
名鉄百貨店の東京進出一号店として、名鉄百貨店と名鉄が折半出資で設立した「東京名鉄百貨店」が世田谷区随一の繁華街に進出。東海銀行が建設した地上5階・地下2階のビルに名鉄百貨店のほか婦人靴や既製服の専門店12店が出店した。3300m2と狭いため、婦人衣料・子供用品・家庭用品・食料品などに特化して個性を打ち出した。その他の商品は地元商店街で買うよう勧めたので、地元商店街からも出店が歓迎された。下北沢にも進出しようとしたが、大丸ピーコックに先を越されて断念。その後は地元商店街との共存に根差した特化と狭い店舗なのが災いして、また新玉川線（現・田園都市線）開業による渋谷ストロー効果、昭和44（1969）年の玉川高島屋開業が影響してで客足が減り昭和55（1980）年に撤退している。なお、競合店舗とみなされた緑屋はams西武になったが、1998年に西友となり、三軒茶屋から百貨店業態の店舗が消滅した。

## 関連会社
名鉄インテリアは2006年（平成18年）8月30日に閉店している。
- 名古屋鉄道
- 名鉄生活創研（ロフト名古屋、岐阜ロフト、名駅ロフト、栄ロフト）
- 名鉄クリーニング
- メルサ（名古屋栄・銀座・自由が丘）